# Су Вьетнама
Су (вьет. Xu) — вьетнамская разменная денежная единица, равная 1⁄100 вьетнамского донга с 1947 года и 1⁄100 южновьетнамского донга в 1955—1975 годах.
Денежные знаки в су в настоящее время не выпускаются, однако в соответствии со статьёй 16 «Закона о Государственном банке Вьетнама» су до настоящего времени считается разменной денежной единицей.

## Демократическая Республика Вьетнам

### Монеты
Первой монетой Демократической Республики Вьетнам была монета в 20 су, датированная 1945 годом. Следующий выпуск монет в су (1, 2 и 5 су), датированных 1958 годом, был произведён в ходе денежной реформы 1959 года. Более монеты в су Демократической Республикой Вьетнам не выпускались. Социалистическая Республика Вьетнам монеты в су никогда не выпускала.
| Номинал монет | Изображение | Изображение | Металл   | Диаметр (мм) | Вес (г) | Толщина (мм) | Гурт     | Год  | Монетный двор | Тираж |
| ------------- | ----------- | ----------- | -------- | ------------ | ------- | ------------ | -------- | ---- | ------------- | ----- |
| 20 су         |             |             | Алюминий | 23           | 2       |              | рубчатый | 1945 |               |       |
| 1 су          |             |             | Алюминий | 20           | 0.9     | 1.4          | гладкий  | 1958 |               |       |
| 2 су          |             |             | Алюминий | 22           | 1.22    | 1.6          | гладкий  | 1958 |               |       |
| 5 су          |             |             | Алюминий | 24           | 1.6     | 1.7          | гладкий  | 1958 |               |       |

### Банкноты
Первые банкноты в су (20 и 50 су) выпущены в 1948 году.
Известны надпечатки «1 xu» на банкнотах в 10 донгов образца 1951 года. Изменение номинала было произведено в ходе денежной реформы 1959 года (10 000:1).
Следующий выпуск банкнот в су произведён в 1964 (2 су) и 1972 (5 су) годах.
| Номинал банкнот   | Изображение       | Изображение       | Размер            | Основные цвета        | Водяной знак      | Год выпуска       |
| Образца 1948 года | Образца 1948 года | Образца 1948 года | Образца 1948 года | Образца 1948 года     | Образца 1948 года | Образца 1948 года |
| ----------------- | ----------------- | ----------------- | ----------------- | --------------------- | ----------------- | ----------------- |
| 20 су             |                   |                   |                   | Красно-коричневый     |                   | 1948              |
| 50 су             |                   |                   |                   | Зелёный               |                   | 1948              |
| Образца 1964 года |                   |                   |                   |                       |                   |                   |
| 2 су              |                   |                   | 84×42             | Пурпурный, зелёный    |                   | 1964              |
| Образца 1973 года |                   |                   |                   |                       |                   |                   |
| 5 су              |                   |                   | 87×42             | Пурпурный, коричневый |                   | 1972              |

## Монеты Индокитайской Федерации вьетнамского образца
В 1946 году Индокитайский Союз был преобразован в Индокитайскую Федерацию, вошедшую в состав Французского Союза. Общей денежной единицей федерации остался индокитайский пиастр (= 100 центам), выпускавшийся французским Банком Индокитая. В 1948 году эмиссионное право было передано Эмиссионному институту государств Камбоджа, Лаос и Вьетнам. В 1952—1953 годах Эмиссионный институт выпустил монеты в 10, 20 и 50 центов трёх образцов: камбоджийского, лаосского и вьетнамского. На монетах камбоджийского и лаосского образцов надписи были выполнены на двух языках (национальном и французском), номинал на французском языке был обозначен в центах. На монетах вьетнамского образца надписи были выполнены только на вьетнамском языке, номинал был обозначен в су (на монетах в 10 и 20 су — SU, на монете в 50 су — XU).
| Номинал монет  | Изображение | Изображение | Металл   | Диаметр (мм) | Вес (г) | Толщина (мм) | Гурт    | Год  | Монетный двор | Тираж      |
| -------------- | ----------- | ----------- | -------- | ------------ | ------- | ------------ | ------- | ---- | ------------- | ---------- |
| 10 су (центов) |             |             | Алюминий | 23           | 1.3     | 1.6          | гладкий | 1953 | Париж         | 20 000 000 |
| 20 су (центов) |             |             | Алюминий | 27           | 2.2     | 1.6          | гладкий | 1953 | Париж         | 15 000 000 |
| 50 су (центов) |             |             | Алюминий | 31           | 3.5     |              | гладкий | 1953 | Париж         | 15 000 000 |

## Республика Вьетнам
В 1955 году в южной части Вьетнама была создана Республика Вьетнам. В том же году вместо индокитайского пиастра в Южном Вьетнаме была введена собственная денежная единица — южновьетнамский донг. Монеты Республики Вьетнам в су были выпущены в 1960 и 1963 годах, на монетах 1960 года номинал обозначен в SU, 1963 года — XU.
| Номинал монет | Изображение | Изображение | Металл   | Диаметр (мм) | Вес (г) | Толщина (мм) | Гурт     | Год  | Монетный двор | Тираж      |
| ------------- | ----------- | ----------- | -------- | ------------ | ------- | ------------ | -------- | ---- | ------------- | ---------- |
| 50 су         |             |             | Алюминий | 30.75        | 4       | 2.7          | рубчатый | 1960 | Париж         | 10 000 000 |
| 50 су         |             |             | Алюминий | 30           | 2.94    | 1.7          | рубчатый | 1963 |               | 20 000 000 |

## Республика Южный Вьетнам
В 1975 году после взятия Сайгона на всей территории Южного Вьетнама была установлена власть Временного правительства Республики Южный Вьетнам. 22 сентября 1975 года в Южном Вьетнаме была проведена денежная реформа, вместо южновьетнамского донга выпущены новые денежные знаки («донг Освобождения»). В ходе реформы были выпущены монеты в 1, 2 и 5 су с датой «1975» и банкноты в 10, 20 и 50 су с датой «1966».

### Монеты
| Номинал монет | Изображение | Металл   | Диаметр (мм) | Вес (г) | Толщина (мм) | Гурт    | Год  | Монетный двор | Тираж |
| ------------- | ----------- | -------- | ------------ | ------- | ------------ | ------- | ---- | ------------- | ----- |
| 1 су          |             | Алюминий | 19           | 0.8     | 1            | гладкий | 1975 |               |       |
| 2 су          |             | Алюминий | 18           | 0.9     |              | гладкий | 1975 |               |       |
| 2 су          |             | Алюминий | 21           | 1.1     | 1.5          | гладкий | 1975 |               |       |
| 5 су          |             | Алюминий | 23           | 1.5     | 1.7          | гладкий | 1975 |               |       |

### Банкноты
| Номинал банкнот | Изображение | Изображение | Размер | Основные цвета      | Водяной знак | Год  |
| --------------- | ----------- | ----------- | ------ | ------------------- | ------------ | ---- |
| 10 су           |             |             | 100×50 | Коричневый          | Отсутствует  | 1966 |
| 20 су           |             |             | 108×54 | Голубой             | Отсутствует  | 1966 |
| 50 су           |             |             | 116×59 | Коричнево-пурпурный | Отсутствует  | 1966 |

|  |  | 10 су | 100×50 | Фиолетовый | Звезда по центру | Звезда и национальный орнамент | Отсутствует | 1968 год |
|  |  | 20 су | 107×54 | красный    | Звезда по центру | Звезда и национальный орнамент | Отсутствует | 1968 год |
|  |  | 50 су | 116×58 | зелёный    | Звезда по центру | Звезда и национальный орнамент | Отсутствует | 1968 год |